# Ibrahim Kane
Ibrahim Kane, né le 23 juin 2000 au Mali, est un footballeur international malien qui évolue au poste d'arrière gauche au Kolos Kovalivka.

## Biographie

### En club
Formé au Mali par le club du CS Duguwolofila, Ibrahim Kane rejoint l'Ukraine et le club du Vorskla Poltava en septembre 2018, en même temps que Najeeb Yakubu. Il joue son premier match le 31 octobre 2018, lors d'une rencontre de coupe d'Ukraine face au Tchornomorets Odessa. Il est titulaire et son équipe s'impose par deux buts à un. Il découvre la coupe d'Europe cette même année, le 29 novembre contre l'Arsenal FC en Ligue Europa. Il entre en jeu et son équipe s'incline (0-3).
En raison de l'Invasion de l'Ukraine par la Russie en 2022, Ibrahim Kane quitte le pays. Il est prêté en avril 2022 en Chine, au Qingdao Hainiu, jusqu'à la fin de l'année. Kane inscrit son premier but pour le club le 24 juillet 2022 face au Zibo Cuju F.C. (en), en championnat. Son équipe s'impose par quatre buts à deux.
Le 18 juillet 2025, Ibrahim Kane rejoint le Kolos Kovalivka, un club de première division ukrainienne. Le transfert est estimé à 300 mille euros.

### En équipe nationale
Avec les moins de 17 ans, il participe à la Coupe d'Afrique des nations des moins de 17 ans en 2017. Lors de cette compétition il est titulaire au poste d'arrière gauche, joue quatre matchs et marque un but. Son équipe est sacrée en remportant la finale face au Ghana (0-1).
Ibrahim Kane honore sa première sélection avec l'équipe nationale du Mali le 11 juin 2021, lors d'un match amical face à la république démocratique du Congo. Il entre en jeu à la place d'Adama Traoré et les deux équipes se neutralisent (1-1 score final).

## Palmarès
Mali - 17 ans
- Coupe d'Afrique des nations -17 ans (1) :
  - Vainqueur : 2017.